# Arme Fratershuis

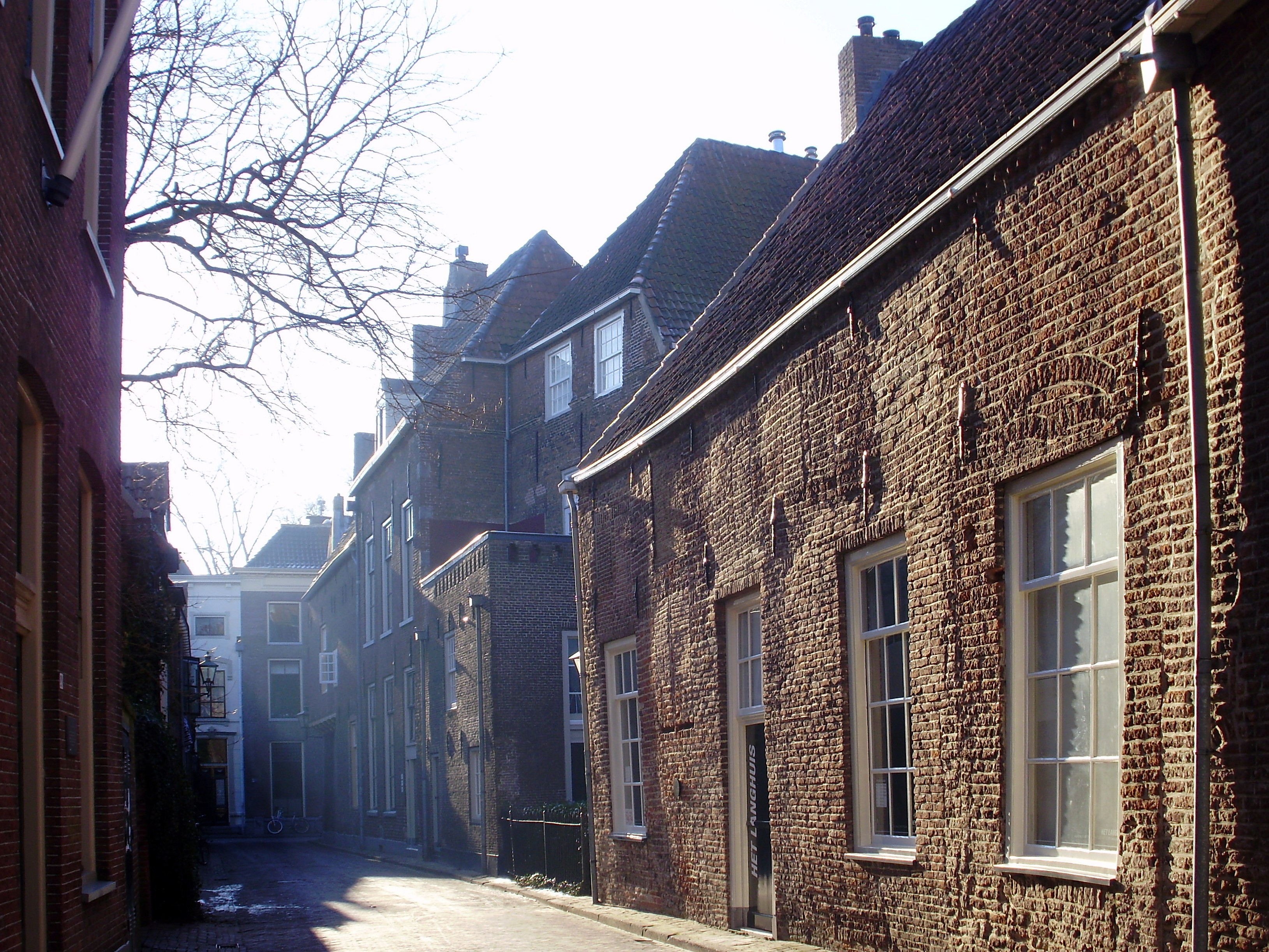
Het Langhuis aan de Goudsteeg 8

Het Arme Fratershuis was een middeleeuws convent in Zwolle.

## Geschiedenis
In 1384, werd aan de Begijnenstraat het Arme Fraterhuis door Geert Grote voor de Broeders van het Gemene Leven aangekocht. Negen jaar later, in 1393, werd het Rijke Fratershuis gesticht om de grote stroom leerlingen aan te kunnen. Met nu twee vestigingen begon de broederschap onderscheid te maken tussen gebouwen voor de betalende en de niet-betalende scholieren, wat hun namen verklaard. Het gebouw waar de broeders verbleven werd in 1395 naar de Nemelerberg bij Zwolle verplaats, waar het als Klooster Sint-Agnietenberg tot 1580 werd doorgezet. De leerlingen bleven in de Domus Pauperum. Het Arme Fratershuis werd in 1514 uitgebreid met een nieuw gebouw en in 1516 met een Domus Clericorum. Vanaf 1610 gingen de leerlingen bij de Jezuïeten op school, waarna het Arme Fratershuis in 1615 op last van bisschop Gijsbertus Maas gesloten werd.

## Restanten
De gebouwen van het Arme Fratershuis zijn tussen 1973-76 voor de bouw van het nieuwe stadhuis grotendeels gesloopt. Van de Domus Clericorum is alleen de kelder en achtergevel overgebleven. Het Langhuis aan de Goudsteeg 8 zou ook ooit onderdeel van het convent zijn geweest.